# Saint Seiya: The Lost Canvas
Saint Seiya: The Lost Canvas (聖闘士星矢 THE LOST CANVAS 冥王神話, Seinto Seiya: Za Rosuto Kyanbasu - Meiô Shinwa, trad. française littérale : Saint Seiya : La Légende d’Hadès) est un manga dont les bases du scénario ont été créées par Masami Kurumada et s’inscrit dans l’univers fictif de Saint Seiya. Il est écrit et mis en image par Shiori Teshirogi. Il a été prépublié entre juillet 2006 et avril 2011 dans le magazine Weekly Shōnen Champion de l’éditeur Akita Shoten et a été compilé en un total de 25 volumes. La version française est publiée en intégralité par l’éditeur Kurokawa.
Le manga a été adapté en une série d'animation sous forme d'une première série de 13 OAV couvrant les 6 premiers tomes du manga et sortis directement en DVD, produits et édités par la société TMS Entertainment, au Japon. Une seconde saison de 13 OAV est également sortie à raison de 2 épisodes par mois directement en DVD entre le 23 février 2011 et le 20 juillet 2011 au Japon.
En France, la série est diffusée depuis le 22 décembre 2010 sur Mangas.
Le manga principal terminé, l'auteur travaille entre 2011 et 2016 sur une série dérivée nommée Saint Seiya: The Lost Canvas Chronicles (聖闘士星矢 THE LOST CANVAS 外伝, Seinto Seiya Za Rosuto Kyanbasu – Meiō Shinwa – Gaiden), centrées sur les douze chevaliers d'or.

## Histoire

### Prologue
Cette série raconte une histoire se déroulant en parallèle à celle de Saint Seiya: Next Dimension, durant la Guerre sainte du XVIIIe siècle et lève le voile sur le lien d’amitié entre l’incarnation d’Hadès et le Chevalier de bronze de Pégase de l’époque, Tenma.
Bien qu’étant censés raconter les mêmes événements sous deux angles différents, les scénarios de ces deux mangas n’ont que peu de points communs, en dehors de l’amitié entre les personnages d’Alone et de Tenma. Shiori Teshirogi étant libre de créer sa propre histoire, elle y a inséré des éléments scénaristiques. Officiellement, Next Dimension est déclaré comme histoire canonique, tandis que Lost Canvas est une histoire alternative.

### Synopsis
Tenma, Alone et sa petite sœur Sasha sont un trio inséparable jusqu'au jour où un chevalier d'or vient prendre Sasha pour l'emmener au sanctuaire car elle est la réincarnation d'Athéna, déesse de la guerre et de la sagesse. Quelques années plus tard, après le départ de Sasha, Alone devient alors Hadès et Tenma est envoyé à son tour au sanctuaire et devient le chevalier Pégase. Une grande guerre éclate alors entre le trio. Entre Alone devenu Hadès, Tenma un chevalier de bronze et Sasha Athéna, la guerre sainte ne fait que commencer.

## Réception et critiques
Le manga est noté 16 / 20 sur Manga-News et 6,63 / 10 sur Manga Sanctuary.

## Manga

### Fiche technique
- Édition japonaise : Akita Shoten
  - Nombre de volumes sortis : 25 (terminé)
  - Date de première publication : 24 août 2006
  - Prépublication : Weekly Shōnen Champion
- Édition française : Kurokawa[4]
  - Nombre de volumes sortis : 25 (terminé)
  - Date de première publication : 26 juin 2008
  - Format : 177 mm x 115 mm
  - Nombre de pages par volume : entre 192 et 208 pages

### Liste des volumes et chapitres
Parution en France
- Tome 01 : sorti le 26 juin 2008, 192 pages,  (ISBN 978-2-351-42260-1)
- Tome 02 : sorti le 26 juin 2008, 192 pages,  (ISBN 978-2-351-42261-8)
- Tome 03 : sorti le 9 octobre 2008, 200 pages,  (ISBN 978-2-351-42262-5)
- Tome 04 : sorti le 12 février 2009, 208 pages,  (ISBN 978-2-351-42377-6)
- Tome 05 : sorti le 9 avril 2009, 192 pages,  (ISBN 978-2-351-42378-3)
- Tome 06 : sorti le 11 juin 2009, 192 pages,  (ISBN 978-2-351-42379-0)
- Tome 07 : sorti le 27 août 2009, 208 pages,  (ISBN 978-2-351-42380-6)
- Tome 08 : sorti le 8 octobre 2009, 192 pages,  (ISBN 978-2-351-42381-3)
- Tome 09 : sorti le 10 décembre 2009, 192 pages,  (ISBN 978-2-351-42451-3)
- Tome 10 : sorti le 11 février 2010, 192 pages,  (ISBN 978-2-351-42457-5)
- Tome 11 : sorti le 8 avril 2010, 208 pages,  (ISBN 978-2-351-42458-2)
- Tome 12 : sorti le 10 juin 2010, 205 pages  (ISBN 978-2-351-42459-9)
- Tome 13 : sorti le 19 août 2010, 208 pages,  (ISBN 978-2-351-42460-5)
- Tome 14 : sorti le 14 octobre 2010, 208 pages,  (ISBN 978-2-351-42559-6)
- Tome 15 : sorti le 9 décembre 2010, 192 pages,  (ISBN 978-2-351-42565-7)
- Tome 16 : sorti le 10 février 2011, 208 pages,  (ISBN 978-2-351-42566-4)
- Tome 17 : sorti le 14 avril 2011, 192 pages,  (ISBN 978-2-351-42567-1)
- Tome 18 : sorti le 9 juin 2011, 192 pages,  (ISBN 978-2-351-42568-8)
- Tome 19 : sorti le 8 septembre 2011, 192 pages,  (ISBN 978-2-351-42605-0)
- Tome 20 : sorti le 8 décembre 2011, 192 pages,  (ISBN 978-2-351-42606-7)
- Tome 21 : sorti le 9 février 2012,  (ISBN 978-2-351-42705-7)
- Tome 22 : sorti le 12 avril 2012,  (ISBN 978-2-351-42706-4)
- Tome 23 : sorti le 14 juin 2012,  (ISBN 978-2-351-42707-1)
- Tome 24 : sorti le 23 août 2012,  (ISBN 978-2-351-42708-8)
- Tome 25 : sorti le 11 octobre 2012,  (ISBN 978-2-351-42709-5)

## Anime

### Fiche technique
- Titre français et original : Saint Seiya: The Lost Canvas
- Direction : Osamu Nabeshima
- Concept original : Masami Kurumada
- Manga original : Shiori Teshirogi
- Composition de la série : Yoshiyuki Suga
- Musique : Kaoru Wada
- Design des personnages : Yuko Iwasa
- Direction artistique : Yoshihara Shiyunitirou
- Couleurs : Husak Nakao
- Design : Yasuhiro Moriki
- Montage : Tomoki Nagasaka
- Studio d'animation : TMS Entertainment
- Licencié en France par : AB Vidéo[5]
- Nombre d'épisodes : 26
- Date de première diffusion :
  -  : 24 juin 2009 (directement en DVD)
  -  : 22 décembre 2010 sur Mangas[6]

### Musiques
Générique de début :
The Realm of Athena EUROX
Générique de fin :
-Hana no Kusari - Maria Del Rey/Seino Maki

### Différences avec l'œuvre originale
Lost Canvas présente de nombreuses incohérences avec l'œuvre originale de Saint Seiya, les différences visuelles des armures et des lieux conçus différemment du travail original de 1986.
Cela s'étend également à la trame scénaristique.

### Différences avec le manga
L’anime reste assez proche de la trame originale du manga. Le design des personnages par Yuko Iwasa a été créé de façon à rester fidèle à ceux du manga.
Un grand nombre de différences avec le manga sont possibles. Voici les trois points principaux :
- Des scènes, qui n'apparaissant pas dans le manga, ont été rajoutées dans l'anime ;
- Des scènes du manga n'ont pas été adaptées dans l'anime ;
- Des scènes du manga ont été adaptées dans l'anime mais leur histoire est quelque peu différente.

#### Première saison
Les épisodes (OAV) de la première saison sont assez identiques avec le manga, cependant quelques scènes ont été rajoutées, d'autres supprimées.
Premier épisode
Il commence par montrer le village d'enfance de Tenma et Alone ;
La scène entre Hypnos et Pandore n'est pas dans le manga.
Deuxième épisode
La scène montrant le Grand Pope et les chevaliers d'or a été raccourcie ;
La scène de combat entre Tenma et Yato n'est pas dans le manga ;
Le combat de Tenma pour l'armure de pégase est différente du manga ;
La scène où on voit Dohko et Tenma discuter après que Tenma a gagné l'armure de Pégase n'apparaît pas dans l'anime.
Troisième épisode
Deux scènes ont été rajoutées : celle montrant les chevaliers d'argent en mission et celle où Shion défie Yato.
Quatrième épisode
L'anime n'a pas adapté la scène où Tenma se débarrasse d'un markino avec son attaque et lorsque le spectre de la mandragore le capture.
Cinquième épisode
Une scène rajoutée pour l'anime : celle nous montrant Tenma, Yato et Yuzuriha en route pour le magnolier.
Huitième épisode
L'explication d'Asmita sur l'essence de la cosmo énergie a été raccourcie.
Neuvième épisode
Scène rajoutée : Teneo se remémorant une scène du passé où lui, Selinsa et Saro étaient orphelins et sans-abri et furent recueillis par Aldébaran(Rasgado) qui commença leur entrainement et leur donna des conseils sur les risques encourus une fois sur le champ de bataille
Dixième épisode
Dans cet épisode, la scène avec Kardia, le chevalier du scorpion, lorsque Hadès arrive au sanctuaire n'a été pas adaptée.
Onzième épisode
Scène rajoutée : Hypnos et Thanatos discutant de l'attitude d'Hadès après que celui-ci a quitté le sanctuaire.
Treizième épisode
Dans le manga, la scène de départ de Tenma, Yato et Yuzuriha, sous les yeux de Sasha, se trouve avant la scène montrant Thanatos, Hypnos et Pandore. Dans l'anime, c'est l'inverse.

#### Deuxième saison
La deuxième saison présente beaucoup plus de différences avec le manga par rapport à la première notamment avec les nombreuses scènes ajoutées :
Quatorzième épisode
Celle montrant Tenma, Yato et Yuzuriha en route pour le château d'Hadès ;
Celle avec Thanatos, Hypnos et Pandore ;
Celle où Dohko est dans la prison où était enfermé Tenma et qu'il parle à Manigoldo au sujet de Tenma.
Quinzième épisode
Celle du passé avec Yuzuriha, Tokusa son frère et du jeune Shion ;
Celle du passé de Yato où il rencontre le chevalier d'or du scorpion Kardia.
Seizième épisode
Lorsque Teneo, Saro et Selinsa se recueillant sur la tombe d'Aldébaran et que Dohko arrive pour porter un présent à son ancien ami ;
Celle où le Grand Pope et Athéna sentant le cosmo de Manigoldo faiblir ainsi que le passé de celui-ci.
Dix-septième épisode
Quand Cheshire informe Pandore que Hypnos est revenu au château d'Hadès ;
Lorsqu'on le voit boire une tasse de thé, en s'apercevant que le Grand Pope en personne, est venu combattre Thanatos dans leur palais.
Dix-huitième épisode
Celle montrant l'entraînement de Manigoldo au sanctuaire ainsi qu'une scène avec le Grand Pope l'envoyant près de l'entrée des enfers ;
Celle où Manigoldo prononce ses derniers mots de pour Tenma ;
Lorsque Shion donne le casque du Grand Pope à son maître Hakurei ;
Cheshire avertissant la défaite de Thanatos à Pandore.
Dix-neuvième épisode
Celle où Icelos s'empare de l'âme de Sisyphe ainsi que tout son déroulement ;
Les scènes du passé de Sisyphe et El Cid où celui-ci comprend ce qui a causé son coma.
Vingtième épisode
Hypnos ordonnant à Oneiros d'enfermer l'âme et le corps de Pégase dans le monde des rêves ;
Pandore expliquant à Cheshire le monde des rêves.
Vingt et unième épisode
El Cid lançant une vague d'énergie en dehors du monde des rêves pour prévenir Athéna.
Vingt-deuxième épisode
Celle où les hommes d'El Cid lancent leur attaque contre Oneiros ;
El Cid demandant pardon à ses hommes de ne pas avoir pu les protéger ;
Yato, Yuzuriha et Tenma attaquant chacun leur tour, Oneiros.
Vingt-troisième épisode
Sisyphe se souvenant d'une promesse faite à Tenma de protéger Sasha ;
Yato, Yuzuriha et Tenma attaquant en même temps Oneiros.
Vingt-quatrième épisode
Cheshire demandant à Pandore si Oneiros et ses frères sont tombés et l'arrivée d'Hypnos révélant sa véritable apparence de dieu du sommeil ;
Sisyphe détruisant le champ du sommeil d'Hypnos grâce à sa flèche et au pouvoir d'Athéna ;
Shion et Dohko décidant de partir pour le château d'Hadès pour aider Hakurei ;
L'escalade du château d'Hadès de Yato, Yuzuriha et Tenma rencontrant Shion et Dohko sur le chemin ;
L'enlèvement de Shion et Yuzuriha par Hypnos.
Vingt-cinquième épisode
Les évènements de la précédente guerre sainte avec Athéna, Sage, Hakurei, Hadès, Thantatos et Hypnos ;
Kardia qui s'impatiente de ne pouvoir attaquer le château d'Hadès et Dégel le mettant en garde.
Vingt-sixième épisode
Celle où l'armée d'Athéna constate le champ de force d'Hadès ne disparaît pas et qu'il devient plus puissant signifiant la présence avec toute la colère de Kardia ;
Sisyphe prêtant serment de vaincre Hadès ;
Le retour de Shion, Tenma, Yato et Yuzuriha au Sanctuaire.
Cet épisode correspond à la fin du Tome 11 du manga.
Revenu au sanctuaire Tenma décide de devenir plus fort
Sur le conseil de Degel du Verseau, Tenma se rend sur l'île Kanon pour y affronter le démon qui y habite...

### Doublage
| Personnages               | Voix japonaises                         | Voix françaises                                     |
| ------------------------- | --------------------------------------- | --------------------------------------------------- |
| Tenma de Pégase           | Tetsuya Kakihara                        | Paolo Domingo                                       |
| Sasha / Athéna            | Aya Hirano                              | Monika Lawinska                                     |
| Alone / Hadès             | Hiro Shimono                            | Yoann Sover                                         |
| Yato de la Licorne        | Atsushi Abe                             | Benoît DuPac                                        |
| Yuzuriha de la Grue       | Sanae Kobayashi                         | Delphine Braillon                                   |
| Dohko de la Balance       | Kenta Miyake                            | Cédric Dumond                                       |
| Shion du Bélier           | Shinichiro Miki                         | Nicolas Djermag                                     |
| Albafica des Poissons     | Hiroshi Kamiya                          | Fabrice Josso                                       |
| Asmita de la Vierge       | Akira Ishida                            | Éric Legrand                                        |
| Rasgado du Taureau        | Tomokazu Sugita                         | Thierry Mercier                                     |
| Sisyphe du Sagittaire     | Hirofumi Nojima                         | Yann Le Madic (Saison 1) Arthur Pestel (Saison 2)   |
| Manigoldo du Cancer       | Daisuke Ono                             | Yann Le Madic (Saison 1) Charles Pestel (Saison 2)  |
| El Cid du Capricorne      | Kazuya Nakai                            | Stéphane Ronchewski                                 |
| Cardia du Scorpion        | Kōji Yusa                               | Nicolas Djermag                                     |
| Dégel du Verseau          | Daisuke Hirakawa                        | Charly Mour                                         |
| Grand Pope Sage du Cancer | Toshihiko Seki                          | Serge Bourrier Charly Mour (Jeune)                  |
| Hakurei de l' Autel       | Ken'yū Horiuchi                         | Luc Boulad                                          |
| Pandore                   | Nana Mizuki                             | Olivia Nicosia                                      |
| Hypnos                    | Tomohiro Tsuboi                         | Cédric Dumond                                       |
| Thanatos                  | Shinji Kawada                           | Cédric Dumond (Saison 1) Vincent Ribeiro (Saison 2) |
| Kagaho du Bénou           | Jun Fukuyama                            | Luc Boulad                                          |
| Minos du Griffon          | Takahiro Sakurai                        | Vincent Barazzoni                                   |
| Cheshire du Cait Sith     | Sōichirō Hoshi                          | Yann Le Madic (Saison 1) Charles Pestel (Saison 2)  |
| Byaku du Nécromancien     | Wataru Hatano                           | Charly Mour                                         |
| Tokusa d'Hanuman          | Miyu Irino                              | Luc Boulad                                          |
| Lacaille de la Poupe      | Tsubasa Takanohashi                     | Cédric Dumond                                       |
| Rusk de la Boussole       | Takuya Satō (en)                        | Stéphane Ronchewski                                 |
| Tsubaki des Voiles        | Yoshimitsu Shimoyama                    | Nicolas Djermag                                     |
| Véronica du Nasu          | Takehito Koyasu                         | Yoann Sover                                         |
| Oneiros                   | Hideo Ishikawa                          | Luc Boulad                                          |
| Morphée                   | Hiroshi Tsuchida                        | Arthur Pestel                                       |
| Phantasos                 | Rie Kugimiya Satoshi Hino (Vraie forme) | Charlyne Pestel Vincent Ribeiro (Vraie forme)       |
| Icelos                    | Ryūsei Nakao                            | Vincent Ribeiro                                     |

## Produits dérivés

### DVD collectors
En France, AB Vidéo a acquis les droits et édite les coffrets DVD de la série :
1. Le coffret de la première saison avec les 13 épisodes en VO/VF est sorti le 9 janvier 2012[8].
2. Le coffret de la deuxième saison avec les 13 épisodes en VO/VF est sorti le 3 décembre 2012[9].

### Saint Seiya: The Lost Canvas Chronicles
Saint Seiya: The Lost Canvas Chronicles (聖闘士星矢 THE LOST CANVAS 外伝, Seinto Seiya Za Rosuto Kyanbasu – Meiō Shinwa – Gaiden) est une série dérivée de The Lost Canvas écrite et dessinée par le même auteur, Shiori Teshirogi. Cette série est basée sur les douze chevaliers d'or. Le manga a d’abord été prépublié dans le magazine hebdomadaire Weekly Shōnen Champion entre mai 2011 et avril 2012, et puis dans le mensuel Bessatsu Shōnen Champion entre le 12 juin 2012, et le 12 mars 2016.
La version française est publiée par Kurokawa depuis mai 2013.